# 이다조
이다조(李多祚, 654년 - 707년 8월 7일)는 중국 무주(武周) ~ 당(唐)의 번장으로 상주국(上柱國)、요양군왕(遼陽郡王)에 봉해졌다. 707년 황태자 이중준(重俊)의 반란에 가담했다가 패하고 죽었다.

## 개요
《신당서》(新唐書)에는 이다조의 선조가 말갈의 추장으로 황두도독(黃頭都督)이라 불렸고 후에 중국으로 들어왔다고 기록되어 있다. 《구당서》(舊唐書)는 그가 말갈인이라고 기록하면서도 사후 그를 복권하는 조서에서 "삼한(三韓)의 귀종(貴種)"이라고 적고 있는데 1991년 낙양 용문산에서 발견된 이다조의 묘지명 《대당고진군대장군행우림장군대장군상주국요양군왕식항주실봉팔백오십호봉왕묘지》(大唐故鎮軍大將軍行右羽林軍大將軍上柱國遼陽郡王食恒州實封八百五十戶封王墓志)에는 이다조를 개주(蓋州), 즉 옛 고구려 개모성 출신으로 기재하고 있다. 묘지명에 따르면 그의 증조부는 이납(訥), 할아버지는 이리(利), 아버지는 이변(辯)으로 모두 오몽주도독(烏蒙州都督)이라는 관직에 있었고 아버지 이변은 사후 우무위장군(右武衛將軍)에 추증되었다고 한다. 최근 연구에 의하면 발해의 몽주·불열말갈·황두실위는 지리상 일정한 관계가 있는 것이 확인되며, 이다조는 불열말갈 출신이었던 것으로 볼 수 있다. 이다조의 선조들이 말갈인임에도 불구하고, 황두도독을 역임할 수 있던 배경으로 말갈과 실위의 언어 및 풍습의 유사성을 거론할 수 있다. 이다조의 생년이 654년인 것을 고려했을 때 오몽주도독직은 최소한 이다조의 증조 대부터 역임했으므로, 이다조 일가에게 오몽주도독과 황두도독을 수여한 주체는 고구려였을 가능성이 높다.
그는 배행검(裴行儉)의 추천으로 발탁되었으며, 수공(垂拱) 3년(687년) 왕구언(王九言)과 함께 흑치상지의 부총관으로써 출정해 튀르크의 일테리쉬 카간과 아시테 투뉴쿠크가 이끄는 튀르크군과 교전하였다. 흑치상지의 군은 튀르크군을 황화퇴(黃花堆)에서 대파하고 40리를 쫓아 그들을 적북(磧北)으로 내몰았는데, 이때 중랑장(中郎將) 찬보벽(爨寶璧)이 표문을 올려 남은 적들을 더 뒤쫓을 것을 조정에 청해 놓고 공을 독차지하려 흑치상지와 모의도 하지 않고 무리하게 진군했다가 전군이 패몰되는 참패를 겪었다. 이후 흑치상지는 혹리 주흥(周興) 등의 무고로 우응양장군(右鷹揚將軍) 조회절(趙懷節) 등과 모반하였다는 죄로 옥에 갇혀 마침내 스스로 목을 매어 죽었다. 한편 이다조는 군공으로 우응양대장군의 지위에까지 올랐다.
무주 천수(天授) 2년(691년) 흑수말갈(黑水靺鞨)과 무주 사이에 벌어졌던 무력 충돌에서 이다조는 흑수말갈의 추장을 유인해 술에 취하게 해놓고 죽이는 계략을 써서 그의 군을 패배시켰다. 만세통천 원년(696년) 5월에 영주(營州)에서 거란의 이진충(李盡忠), 손만영(孫萬榮)이 도독 조문홰(趙文翽)를 죽이고 영주를 함락시키고 무주에 대한 반란을 일으켰을 때 응양장군(鷹揚將軍) 조인사(曹仁師)、우금오대장군(右金吾大將軍) 장현우(張玄遇), 사농소경(司農少卿) 마인절(麻仁節) 등과 함께 추토에 나섰으며, 성력 원년(698년) 8월에 튀르크의 카파간 카간이 앞서 무주에서 통혼을 위해 보낸 무연수가 이씨가 아님을 트집잡아 규(媯)、단(檀) 등의 주로 쳐들어왔을 때에도 사속경(司屬卿) 고평왕(高平王) 이중규(重規)、우무위위대장군 사타충의、유주도독 장인단(張仁亶)과 함께 병사 28만을 거느리고 공격하였다고 한다.(《구당서》 측천황후본기)
이다조는 전후로 금군(禁軍)을 맡았으며 북문(北門)의 숙위(宿衛)를 맡아 30년을 복무하였다. 신룡 원년(705년) 이다조는 재상 장간지(张柬之) 등의 설득으로 측천무후의 퇴위와 중종의 복벽에 가담해, 왕동교(王同皎)와 함께 태자(당 중종)를 현무문(玄武門)으로 데려와서 관문을 지키던 자를 죽이고 궁으로 들어와서 측천무후가 있는 장생전(長生殿)으로 왔다고 한다. 그 공으로 요국공(遼國公)에서 진봉되어 요양군왕 식실봉 8백 호에 봉해졌으며, 아들 승훈(承訓)은 위위소경(衛尉少卿)이 되었다. 《구당서》와 《신당서》에 따르면 복위 직후 중종이 태묘에서 제사하는데 특별히 이다조에게 안국상왕(安國相王)과 함께 연(輦)을 함께 타도록 하였는데, 감찰어사(監察御史) 왕적(王覿)이 "공을 세웠다고는 하지만 이인(夷人) 출신인 이다조가 천자의 가마에 함께 오른다는 것은 참람하다"며 간언하였으나 중종은 듣지 않았다고 한다.
후에 황태자 중준과 가까워졌으며, 군공으로 우우림대장군(右羽林大將軍)의 지위에 올랐다. 최현위 등이 숙청된 뒤 이다조는 화가 자신에게 미칠 것이 두려워서 겉으로는 위황후에 거스르지 않는 것처럼 행동하다가 경룡(景龍) 원년(707년) 7월 황태자 중준이 당시 권세를 휘두르던 무삼사(武三思)와 위황후 일족을 주살하기 위해서 일으킨 궁정 쿠데타에 이다조는 좌우림대장군(左羽林大將軍)으로써 태자를 따랐고 무삼사와 그 아들 숭훈(崇訓)을 그 저택에서 죽이고 무삼사의 당여 10여 명을 죽였다. 그러나 중준의 군세는 현무문 밖에서 길이 막혔고 중종의 설유에 중준을 따르던 군세는 창끝을 돌려 중준에게 가담했던 무장들을 죽였다. 이때 이다조도 그의 두 아들과 함께 죽임을 당했고, 그 집안도 적몰되었다. 향년 54세였다. 예종(睿宗)이 즉위한 뒤 중준이 절민태자(節愍太子)라는 시호와 함께 복권되고 이다조의 관작도 함께 복구되었다.

## 이다조가 등장한 작품
- 《대조영》, KBS, 2006년~2007년, 배우: 장건

## 같이 보기
- 흑수말갈
- 여진족